# Saint-André-sur-Vieux-Jonc
Pour les articles homonymes, voir Saint-André et Vieux Jonc (homonymie).
Saint-André-sur-Vieux-Jonc est une commune française, située dans le département de l'Ain en région Auvergne-Rhône-Alpes. Les habitants de Saint-André-sur-Vieux-Jonc sont les Jonçois.

## Géographie
Les communes voisines sont Montracol 4,8 km au nord-ouest et à l'ouest, Condeissiat 5,1 km à l'ouest, Saint-André-le-Bouchoux 6,7 km au sud-ouest, Saint-Paul-de-Varax 6,6 km au sud-sud-ouest, Servas 3,1 km au sud, sud-est et à l'est, Péronnas 4,9 km au nord-est et Saint-Rémy 3,9 km au nord-nord-est.
La commune est traversée par la rivière le Vieux Jonc, affluent de l'Irance, sous-affluent du fleuve Rhône par la Veyle et la Saône ainsi que la rivière la Veyle.

### Climat
Pour des articles plus généraux, voir Climat d'Auvergne-Rhône-Alpes et Climat de l'Ain.
En 2010, le climat de la commune est de type climat océanique dégradé des plaines du Centre et du Nord, selon une étude du CNRS s'appuyant sur une série de données couvrant la période 1971-2000. En 2020, Météo-France publie une typologie des climats de la France métropolitaine dans laquelle la commune est dans une zone de transition entre le climat semi-continental et le climat de montagne et est dans la région climatique Bourgogne, vallée de la Saône, caractérisée par un bon ensoleillement (1 900 h/an), un été chaud (18,5 °C), un air sec au printemps et en été et des vents faibles.
Pour la période 1971-2000, la température annuelle moyenne est de 11,4 °C, avec une amplitude thermique annuelle de 17,8 °C. Le cumul annuel moyen de précipitations est de 1 037 mm, avec 11,5 jours de précipitations en janvier et 8 jours en juillet. Pour la période 1991-2020, la température moyenne annuelle observée sur la station météorologique de Météo-France la plus proche, sur la commune de Marlieux à 12 km à vol d'oiseau, est de 12,2 °C et le cumul annuel moyen de précipitations est de 909,1 mm,. Pour l'avenir, les paramètres climatiques de la commune estimés pour 2050 selon différents scénarios d'émission de gaz à effet de serre sont consultables sur un site dédié publié par Météo-France en novembre 2022.

## Urbanisme

### Typologie
Au 1er janvier 2024, Saint-André-sur-Vieux-Jonc est catégorisée commune rurale à habitat dispersé, selon la nouvelle grille communale de densité à 7 niveaux définie par l'Insee en 2022.
Elle est située hors unité urbaine. Par ailleurs la commune fait partie de l'aire d'attraction de Bourg-en-Bresse, dont elle est une commune de la couronne,. Cette aire, qui regroupe 80 communes, est catégorisée dans les aires de 50 000 à moins de 200 000 habitants,.

### Occupation des sols
L'occupation des sols de la commune, telle qu'elle ressort de la base de données européenne d’occupation biophysique des sols Corine Land Cover (CLC), est marquée par l'importance des territoires agricoles (77,1 % en 2018), une proportion sensiblement équivalente à celle de 1990 (76,8 %). La répartition détaillée en 2018 est la suivante : 
terres arables (31,8 %), zones agricoles hétérogènes (28,8 %), forêts (17,9 %), prairies (16,5 %), zones urbanisées (2 %), eaux continentales (1,9 %), espaces verts artificialisés, non agricoles (1,1 %).
L'évolution de l’occupation des sols de la commune et de ses infrastructures peut être observée sur les différentes représentations cartographiques du territoire : la carte de Cassini (XVIIIe siècle), la carte d'état-major (1820-1866) et les cartes ou photos aériennes de l'IGN pour la période actuelle (1950 à aujourd'hui).

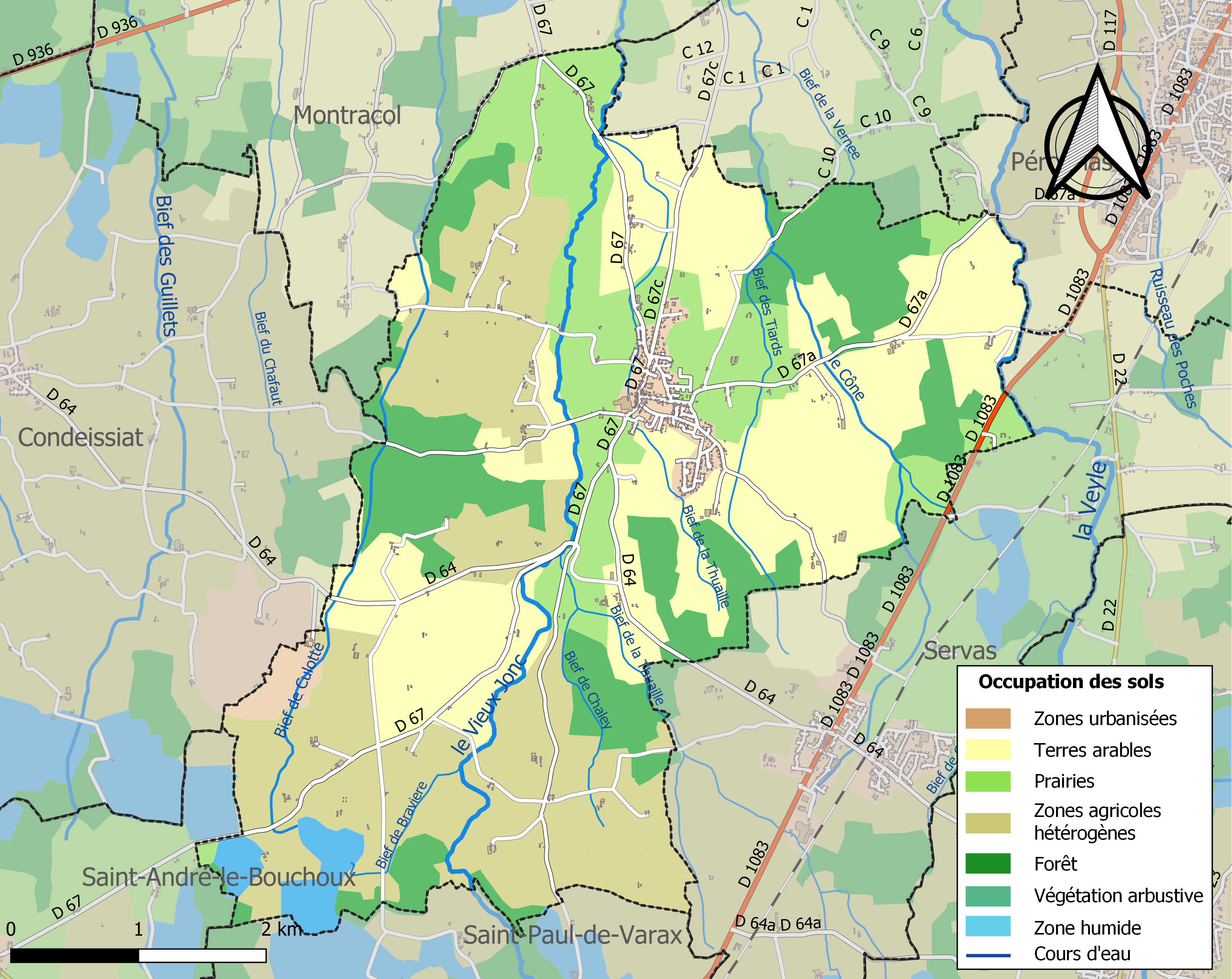
Carte des infrastructures et de l'occupation des sols de la commune en 2018 (CLC).

## Histoire
Au mois de juillet 1286, Guichard de Chaumont, seigneur de Corgenon (Buellas), prend en fief de Louis Ier de Beaujeu, sire de Beaujeu, le mas des Avaliers.

## Toponymie
L'ancien nom de la commune était Saint-André-le-Panoux et ce n'est que le 19 février 1902 que le nom actuel de Saint-André-sur-Vieux-Jonc désigne la commune.
Durant la Révolution française, la commune prend temporairement les noms de Curtablanc et Vieux-Jonc.

## Politique et administration

### Découpage territorial
La commune de Saint-André-sur-Vieux-Jonc est membre de la communauté d'agglomération du Bassin de Bourg-en-Bresse, un établissement public de coopération intercommunale (EPCI) à fiscalité propre créé le 1er janvier 2017 dont le siège est à Bourg-en-Bresse. Ce dernier est par ailleurs membre d'autres groupements intercommunaux.
Sur le plan administratif, elle est rattachée à l'arrondissement de Bourg-en-Bresse, au département de l'Ain et à la région Auvergne-Rhône-Alpes. Sur le plan électoral, elle dépend du  canton de Ceyzériat pour l'élection des conseillers départementaux, depuis le redécoupage cantonal de 2014 entré en vigueur en 2015, et de la quatrième circonscription de l'Ain  pour les élections législatives, depuis le dernier découpage électoral de 2010.

### Administration municipale
| Période                                  | Période   | Identité       | Étiquette | Qualité |
| ---------------------------------------- | --------- | -------------- | --------- | ------- |
| avant 1981                               | ?         | Pierre Chanel  |           |         |
| juin 1995                                | mars 2001 | Pierre Favier  |           |         |
| mars 2001                                | En cours  | Bernard Quivet | DVG       |         |
| Les données manquantes sont à compléter. |           |                |           |         |

### Tendances politiques et résultats
| Scrutin             | Scrutin             | 1er tour | 1er tour | 1er tour | 1er tour | 1er tour   | 1er tour | 1er tour | 1er tour    | 1er tour | 1er tour | 1er tour | 1er tour | 2d tour | 2d tour | 2d tour | 2d tour | 2d tour | 2d tour |
| Scrutin             | Scrutin             | 1er      | 1er      | %        | 2e       | 2e         | %        | 3e       | 3e          | %        | 4e       | 4e       | %        | 1er     | 1er     | %       | 2e      | 2e      | %       |
| ------------------- | ------------------- | -------- | -------- | -------- | -------- | ---------- | -------- | -------- | ----------- | -------- | -------- | -------- | -------- | ------- | ------- | ------- | ------- | ------- | ------- |
| Présidentielle 2017 | Présidentielle 2017 |          | FN       | 27,71    |          | EM         | 24,57    |          | LR          | 18,86    |          | LFI      | 12,29    |         | EM      | 60,43   |         | FN      | 39,57   |
| Présidentielle 2022 | Présidentielle 2022 |          | LREM     | 31,11    |          | RN         | 30,40    |          | LFI         | 14,20    |          | REC      | 7,10     |         | LREM    | 51,46   |         | RN      | 48,54   |
| Législatives 2022   | 4e                  |          | RN       | 27,25    |          | LREM (ENS) | 16,70    |          | LFI (NUPES) | 15,82    |          | LR       | 13,19    |         | RN      | 60,77   |         | LFI     | 39,23   |
| Législatives 2024   | 4e                  |          | RN       | 47,36    |          | HOR (ENS)  | 23,23    |          | EELV (NFP)  | 21,87    |          | LR       | 6,49     |         | RN      | 52,37   |         | HOR     | 47,63   |

## Démographie
L'évolution du nombre d'habitants est connue à travers les recensements de la population effectués dans la commune depuis 1793. Pour les communes de moins de 10 000 habitants, une enquête de recensement portant sur toute la population est réalisée tous les cinq ans, les populations de référence des années intermédiaires étant quant à elles estimées par interpolation ou extrapolation. Pour la commune, le premier recensement exhaustif entrant dans le cadre du nouveau dispositif a été réalisé en 2005.
En 2022, la commune comptait 1 216 habitants, en évolution de +7,99 % par rapport à 2016 (Ain : +5,15 %, France hors Mayotte : +2,11 %).
| 1793 | 1800 | 1806 | 1821 | 1831 | 1836 | 1841 | 1846 | 1851 |
| ---- | ---- | ---- | ---- | ---- | ---- | ---- | ---- | ---- |
| 873  | 687  | 770  | 792  | 699  | 713  | 733  | 771  | 780  |

| 1856 | 1861 | 1866 | 1872 | 1876 | 1881 | 1886 | 1891 | 1896 |
| ---- | ---- | ---- | ---- | ---- | ---- | ---- | ---- | ---- |
| 754  | 789  | 805  | 826  | 807  | 825  | 866  | 836  | 786  |

| 1901 | 1906 | 1911 | 1921 | 1926 | 1931 | 1936 | 1946 | 1954 |
| ---- | ---- | ---- | ---- | ---- | ---- | ---- | ---- | ---- |
| 757  | 755  | 752  | 694  | 668  | 638  | 631  | 636  | 604  |

| 1962 | 1968 | 1975 | 1982 | 1990 | 1999 | 2005 | 2006 | 2010  |
| ---- | ---- | ---- | ---- | ---- | ---- | ---- | ---- | ----- |
| 577  | 543  | 701  | 887  | 979  | 965  | 982  | 973  | 1 079 |

| 2015  | 2020  | 2022  | - | - | - | - | - | - |
| ----- | ----- | ----- | - | - | - | - | - | - |
| 1 128 | 1 187 | 1 216 | - | - | - | - | - | - |

## Culture et patrimoine

### Lieux et monuments
- Église Saint-André, construite dès le XIIe siècle.

### Espaces verts et fleurissement
En 2014, la commune de Saint-André-sur-Vieux-Jonc bénéficie du label « ville fleurie » avec « une fleur » attribuée par le Conseil national des villes et villages fleuris de France au concours des villes et villages fleuris,.